# Hovtashen
Pour les articles homonymes, voir Hovtashen (homonymie).
Hovtashen (en arménien Հովտաշեն ) est une communauté rurale du marz d'Ararat en Arménie. En 2008, elle compte 1 109 habitants.